# 성소 (가수)
성소(본명: 청샤오, 중국어 간체자: 程潇, 병음: Chéng Xiāo, 1998년 7월 15일 ~ )는 중국의 가수이자 배우이다. 이전에는 대한민국의 걸 그룹 우주소녀의 서브보컬, 메인댄서를 맡고 있다.

## 학력
- 심천무도학원 (졸업)
- 서울공연예술고등학교 실용무용과 (졸업)

## 생애

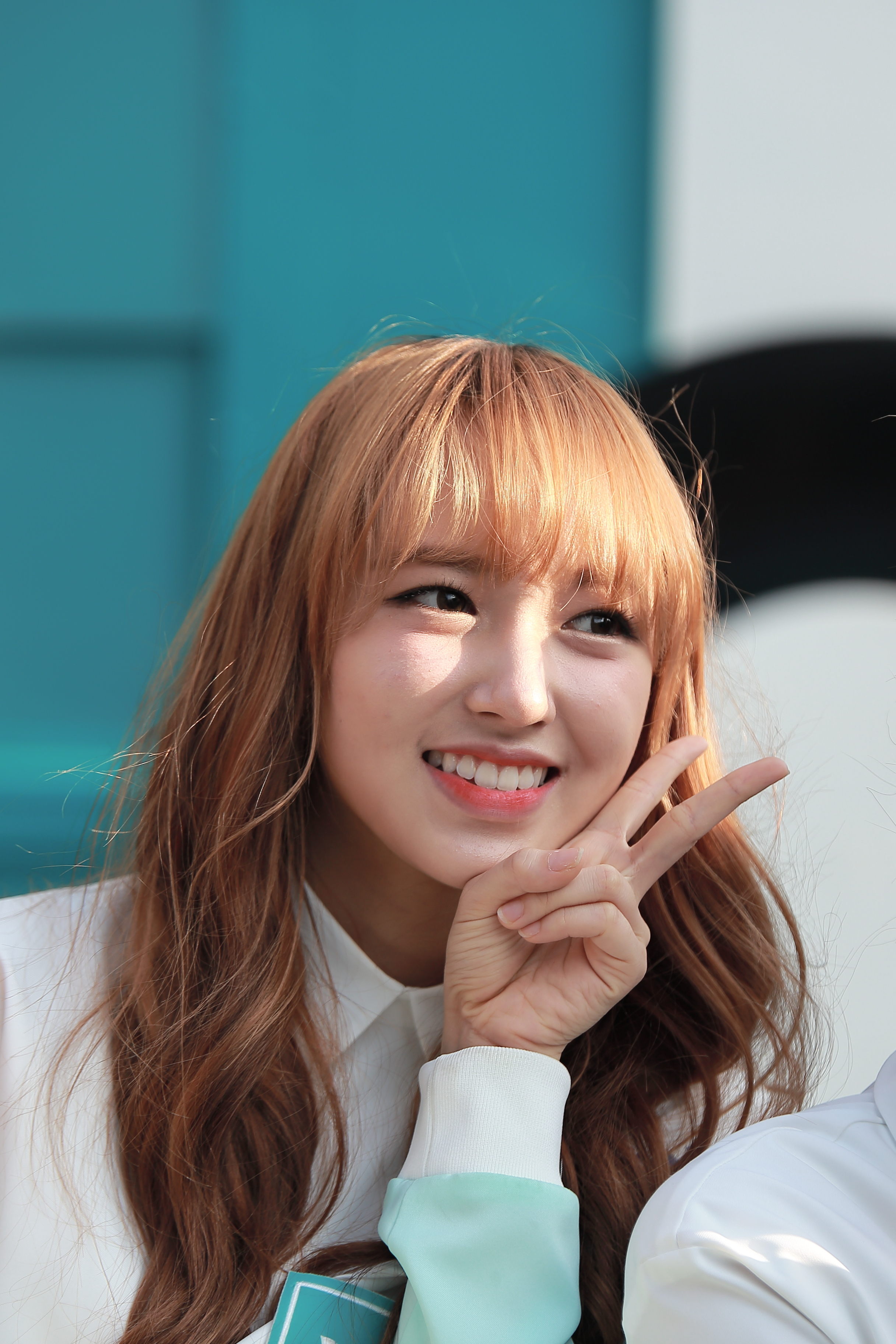
2016년 6월 18일 Y24 행사에 참석한 성소

성소(청샤오)는 1998년 7월 15일 중국 광둥성 선전시에서 태어나 5세 때부터 중국 전통 무용을 10년 간 해왔으며, 초등학생 때에는 잠시 리듬 체조를 했을 정도로 유연성이 뛰어난 것으로 알려져 있다.
2013년에 대한민국으로 건너와 서울공연예술고등학교를 2016년에 졸업한 후, 동년 2월 말 우주소녀로 데뷔했다.
2016년 9월 4일 《마이 리틀 텔레비전》에 게스트로 출연했다.
2016년 9월 14일 SBS 《내일은 시구왕》에 출연하여 다이아와 신수지를 꺾고 우승했다. 9월 15일에 방송된 MBC 추석특집 2016 아이돌스타 육상 리듬체조 풋살 양궁 선수권대회에서는 리듬 체조 부문에서 우승하며 2016년 추석특집 예능에 출연한 연예인들 중 가장 주목을 받은 것으로 여겨지고 있다.
2016년 9월 18일, 《마이 리틀 텔레비전》에 게스트가 아닌 단독 메인 호스트로 출연하였으며 9월 24일 방송되었다. 2016년 10월 9일 마리텔 MLT-36에서 손연재 인터넷 방송에 차오루와 함께 게스트로 출연했다.
2017년 1월 6일 ~ 2월 3일까지 《정글의 법칙》 코타마나도 편에 출연했다.
2017년 1월 30일 《2017 아이돌스타 육상 양궁 리듬체조 에어로빅 선수권 대회》 리듬 체조 부문에서 2연패를 노렸으나, 부담감을 이기지 못해 초반에 잇따른 실수를 범하며 차오루와 미나에게 패해 동메달을 수상했다.
같은 해 10월 6일에 방송된 KBS2 추석특집 《발레 교습소 - 백조클럽》에 출연했으며, 11월 24일부터 2018년 1월 19일까지 정식으로 고정 출연했다.
2018년 2월 8일 프리스틴 멤버 결경과 함께 중국 후난TV에서 생방송되는 춘절 특집 프로그램 ‘춘절연환만회(SPRING FESTIVAL)’에서 합동 무대를 꾸몄다.
같은 해 2월 15일에 방송된 《설특집 2018 아육대》에서 리듬 체조 부문에 출전했으며, 동메달을 수상했다.
2018년 상반기 우주소녀 활동을 마친 이후에는 중국 스케줄에 주력하고 있어서, 우주소녀 활동에서 빠진 상태다. 동시에 중국에서는 배우도 겸업하기 시작했다.
2020년 4월 23일에 방송된 중국 판타지 웹 소설 <天醒之路 (천성지로) > 을 기반으로 한 동명의 웹드라마의 여주인공 진상(秦桑 , Qín sāng) 역으로 출연 했으며, 2021년 3월 29일에 첫방송된 중국드라마 영역: 파이널 판타지에서 능어시 역으로 출연중이다.

## 음악 활동

### 기타 음반
| 앨범 정보                  | 발매일           | 가수                                    | 수록곡 |
| -------------------------- | ---------------- | --------------------------------------- | ------ |
| 인기가요 뮤직크러쉬 Part 2 | 2016년 11월 27일 | 써니걸스 (성소, 은하, 유아, 나영, 낸시) | Taxi   |
| 鲨影                       | 2018년 8월 15일  | 왕이보, 성소                            | 鲨影   |

## 출연 작품

### 드라마
|      | 제목                                | 역할   | 비고       |
| ---- | ----------------------------------- | ------ | ---------- |
| 2020 | 당인가탐안                          | 루징징 |            |
| 2020 | 천성지로                            | 진상   | 중국드라마 |
| 2021 | 니미소시흔미 (넌 웃을 때 제일 예뻐) | 퉁야오 | 중국드라마 |
| 2021 | 영역: 파이널 판타지                 | 능어시 | 중국드라마 |

### 영화
| 연도 | 제목         | 역할   | 비고 |
| ---- | ------------ | ------ | ---- |
| 2020 | 당인가탐안 3 | 루징징 |      |

### 광고
| 연도 | 품목        | 기업명         | 브랜드명                          | 공동출연                           |
| ---- | ----------- | -------------- | --------------------------------- | ---------------------------------- |
| 2016 | 화장품      | skin79         | skin79 X 우주소녀                 | 엑시, 보나, 은서                   |
| 2016 | 이동통신    | KT             | Y틴                               | 설아, 수빈, 엑시, 은서, 여름, 다영 |
| 2016 | 게임        | 넥슨           | Master of Eternity                |                                    |
| 2016 | 이동통신    | KT             | CLiP                              |                                    |
| 2016 | 이동통신    | KT             | Y수능                             | 보나, 엑시, 은서, 연정             |
| 2016 | 스키장      | 신안종합리조트 | 웰리힐리파크                      |                                    |
| 2017 | 이동통신    | KT             | 더블할인                          | 보나 url                           |
| 2018 | 온라인 게임 | 스마일게이트   | '소울워커'의 캐릭터 '이리스 유마' |                                    |

### 방송사 정보
| 연도 | 방송사            | 제목                          | 역할                | 참고           |
| ---- | ----------------- | ----------------------------- | ------------------- | -------------- |
| 2016 | KBS2              | 해피투게더                    | 게스트              |                |
| 2016 | MBC               | 마이 리틀 텔레비전            | 출연자              | url            |
| 2016 | SBS               | 내일은 시구왕                 | 참가자              | 추석특집       |
| 2016 | MBC               | 추석 특집 2016 아육대         | 참가                |                |
| 2016 | SBS               | 웃음을 찾는 사람들            | 특별 출연           |                |
| 2016 | MBC               | 미스터리 음악쇼 복면가왕      | 패널                |                |
| 2016 | SBS               | 백종원의 3대 천왕             | 게스트              |                |
| 2016 | KBS2              | 불후의 명곡 - 전설을 노래하다 | 출연자              |                |
| 2016 | KBS2              | 연예가중계                    | 진행                |                |
| 2016 | Mnet              | 양남자쇼                      | 게스트              |                |
| 2017 | SBS               | 정글의 법칙                   | 게스트              | 코타 마나도 편 |
| 2017 | KBS2              | 대국민 토크쇼 안녕하세요      | 게스트              |                |
| 2017 | KBS2              | 트릭 & 트루                   | 게스트              |                |
| 2017 | JTBC              | 한끼줍쇼                      | 게스트              |                |
| 2017 | tvN               | 인생술집                      | 게스트              |                |
| 2017 | On Style          | 립스틱 프린스                 | 게스트              |                |
| 2017 | JTBC2             | 송지효의 뷰티뷰               | 게스트              |                |
| 2017 | KBS2              | 비타민                        | 게스트              |                |
| 2017 | KBS2              | 슈퍼맨이 돌아왔다             | 특별출연            |                |
| 2017 | Mnet              | 엠카운트다운                  | 스페셜 MC           |                |
| 2017 | MBC               | 랭킹쇼 1,2,3                  | 게스트              |                |
| 2017 | KBS2              | 발레교습소 백조클럽           | 고정출연            |                |
| 2017 | KBS2              | 용띠클럽-철부지 브로망        | 게스트              |                |
| 2018 | KBS2              | 배틀트립                      | 게스트              |                |
| 2018 | 라이프타임        | 파자마 프렌트                 | 고정                |                |
| 2018 | 爱奇艺 (아이치이) | 偶像练习生(우상연습생)        | 멘토, 댄스 트레이너 |                |

## 수상 내역
| 연도   | 수상 내역                                    |
| ------ | -------------------------------------------- |
| 2017년 | - 제 17회 음악풍운방(音乐风云榜) 신인가수 상 |